# 圣殿会堂
圣殿会堂（波兰语：Synagoga Tempel w Krakowie）是一座犹太教改革派的会堂，位于波兰克拉科夫的卡齐米日区，摩尔复兴式建筑风格，由伊格纳西·赫尔柯克设计，兴建于1860-1862年 沿着Miodowa街。圣殿会堂模仿了奥地利维也纳的利奥波德城会堂，中部较高，两翼较低。在兴建会堂时，克拉科夫是奥匈帝国的一部分。室内相当华丽，密集地装饰着许多色彩的图案和大量金叶，但是这些图案，除了天花板之外，都不是摩尔式的。圣约柜上面的拱门带有长短交替的图案，更多体现了波兰民间风格而不是伊斯兰风格。圣约柜覆盖着金叶圆顶，令人想起附近瓦维尔主教座堂的齐格蒙特小堂上面的圆顶。
这座犹太会堂在二战期间被德国纳粹毁坏，用于储存弹药。战后，再次用于祈祷。1947年，在会堂的北部修建了浸礼池。1985年之前一直举行定期的祷告。这座犹太会堂从1995年到2000年进行了大规模修复。今天仍在活动，但是祷告一年只举行几次。